# Pierre Morin (bibliste)
Pour les articles homonymes, voir Pierre Morin et Morin.
Pierre Morin, ou Petrus Morinus en latin, est un bibliste français, né à Paris en 1531, et mort à Rome en 1608.

## Biographie
Né à Paris il se rendit en Italie où il travailla un temps chez l'éditeur Paul Manuce à Venise. Il enseigne le grec à Vicence et à Ferrare. En 1575 il apparait à Rome travaillant sur des éditions de la Bible sur la nouvelle imprimerie du Vatican. Il a été un éditeur de la Septante et de la Vulgate.
Il meurt à Rome en 1608.

## Source
- (en) Cet article est partiellement ou en totalité issu de l’article de Wikipédia en anglais intitulé « Petrus Morinus » (voir la liste des auteurs).